# Jedi
En jedi er en person i Star Wars-universet, der for det første har særlige sjældne medfødte evner, nemlig at kunne udnytte Kraften pga. en særlig struktur i cellerne, midi-clorianerne. For det andet har jedierne gennemgået en uddannelse i specifikke discipliner. Jedier kæmper for freden og beskytter Republikken. Desuden skal jedien følge et moral-kodeks lidt à la bushido og zenbuddhismen: tjenstvillighed, ydmyghed, disciplin, koncentration, ikke at frygte døden, ikke at tænke i absolutter og – vigtigst – ikke at give efter for sine følelser og lidenskaber. At elske for meget (som Anakin Skywalker gør) medfører frygt for at miste og dermed vrede og had. Dette fører jedien væk fra Kraftens lyse side og over på dens mørke side.
Som altid findes der et modstykke, og her kommer sith-ordenen ind i billedet. Disse er oplært i de samme discipliner, men søger andre (ofte spiritituelle) værdierne end jedierne, f.eks. lidenskab, had, besiddertrang og kontrol, hvorved sitherne kan udnytte Kraftens mørke side.

## Uddannelse
Under uddannelsen som jedi er grundprincippet at en padawan (lærling) knytter sig til en jedi master. Denne master er allerede udlært, og skal viderebringe sine evner. Ofte knyttes der også et stærkt bånd mellem mester og lærling – dette ses bl.a. i Revenge of the Sith, hvor Obi-Wan Kenobi siger "Du var som min bror" til Anakin Skywalker. Under uddannelsen lærer en padawan bl.a. at anvende et lyssværd, at bygge et lyssværd, at fornemme og bruge Kraften, mm. Når Jedi'ernes råd mener at padawanen er klar, skal padawanen til "prøverne", hvor han/hun så bagefter bliver udnævnt til Jedi-ridder, hvis prøverne er bestået.

## Typer af jedier

### Jedi-guardians
Jedi-guardians, som har det blå lyssværd, er de jedier, som er trænet meget i deres lyssværd, hvilket vil sige at de er bedre i kamp og knap så stærke i Kraften. Man kan dog sige, at de godt kan finde ud af at bruge Kraften, da det er generelt for alle jedier. Nogle kendte Jedi-guardians er bl.a. Obi-Wan Kenobi og Anakin Skywalker.

### Jedi-consulars
Jedi-consulars, ofte kendetegnet ved at de har et grønt lyssværd, er jedier der er stærkere i Kraften end i kamptræning - dog gode til begge dele. Jedi-consulars udgør også en stor del af Jedi Rådet. Der er også masser af kendte Jedi-consulars såsom: Yoda, Qui-Gon Jinn, Luke Skywalker m.fl.

## Jedi Rådet
Jedi Rådet (Jedi High Council), er et råd bestående af Jedi-mestre - der tager de afgørende beslutninger på alle Jedi'ers veje. Medlemmer af Jedi Rådet er typisk Jedi-ridderer med meget anciennitet - eller som vi ser i Star Wars III, at en Jedi er kommet med i rådet pga. at Kansleren har beordret det (denne Jedi bliver dog ikke udnævnt til rang af Jedimester). Lederen af Rådet er Stormester af Ordenen (Grand Master), og der kan kun være en Stormester ad gangen.

### Kendte medlemmer af Jedi Rådet
- Dooku (udstødt)
- Kit Fisto
- Obi-Wan Kenobi
- Ki-Adi-Mundi
- Plo Koon
- Sifo-Dyas
- Anakin Skywalker (som repræsentant for Kansler Palpatine)
- Mace Windu (tidl. stormester - gav titlen til Yoda efter Kampen om Geonosis)
- Yoda (sidste stormester)

## Mørk jedi
En mørk jedi er en jedi, der hverken binder sig til de almene principper hos jedierne eller sith-fyrsterne. Det er et misvisende navn, der henviser til den den mørke side af Kraften, men det er ikke rigtigt. Den mørke jedi skal heller ikke forveksles med sith-fyrsterne, der har deres egne regler, principper og hemmeligheder. "Mørk jedi" henviser normalt til en tidligere jedi der er til den mørke side. De første mørke jedier nedstammer fra Sith-fyrsterne og blev anført af Xendor.
Fordi termen "Sith" aldrig blev hørt i en dialog i den originale trilogi (Et nyt håb, Imperiet slår igen og Jediridderen vender tilbage) er "ond Jedi" en "mørk Jedi".
De mørke jedier er ikke nødvendigvis ondskabsfulde. De mørke jedier er ganske enkelt brugere af Kraften, som tillader deres følelser at give dem styrke, hvor den almene jedi nedtoner sine følelser og får styrke af meditation og træning. I Star Wars Legends er Mara Jade en mørk jedi, der udnyttede sine evner, uden at blive hjernevasket af sith-fyrsterne. Hun vendte sig til sidst fra den mørke side, men beholdt sin viden om den træning hun fik af Palpatine og om lyssværdsteknikker.

## Grå Jedi
En grå jedi er en jedi, der har færdiggjort sin træning hos Jedi-ordenen, men umiddelbart efter løsriver sig fra Jedi-rådet og lever på egen hånd. Jedi-rådet ser typisk sådanne tilfælde som nogen, der er guidet i en forkert retning – men der er ikke direkte tale om, at de er vendt til den mørke side.